# Milan Jelić
Milan Jelić (en cyrillique : Милан Јелић), né le 26 mars 1956 à Koprivna près de Modriča et mort le 30 septembre 2007 à Doboj, est un homme politique serbe de Bosnie-Herzégovine, qui préside la république serbe de Bosnie de 2006 jusqu'à sa mort l'année suivante d'une crise cardiaque.

## Biographie

### Économie
Milan Jelić effectue ses études secondaires à Doboj puis il étudie à la faculté d'économie de l'université de Novi Sad à Subotica, en Serbie. Il obtient son doctorat à l'université de Banja Luka.
Jelić passe quatre ans au conseil local de Modriča et, au début de 1987, dans la même ville, il devient directeur général de l'entreprise « 8.septembar » (8 septembre). En 1995, il devient directeur général de l'entreprise « Rafinerija ulja » (la Raffinerie d'huile) située à Modriča. 
À partir de 2003, il donne des cours à la faculté de technologie de Zvornik puis, dès 2004, à la faculté d'économie de Banja Luka.
Son travail lui vaut le prix de « Manager de l’année en Republika Srpska pour 2002 » et le prix Bruxelles Eureka pour la puissance créatrice en 2005.

### Politique
Parallèlement à ses activités dans le monde économique, Milan Jelić entreprend une carrière politique. Après les accords de Dayton (1995), il est élu à l'Assemblée nationale de la république serbe de Bosnie. 
Nommé ministre de l'Économie en mars 2006, il est élu président de la république serbe de Bosnie (Republika Sprska) en octobre de la même année.
Il est membre de l'Alliance des sociaux-démocrates indépendants.

### Sport
Milan Jelić est également un grand amateur de football. Il est président de la Fédération de football de la Republika Srpska et président de la Fédération de football de Bosnie-Herzégovine. Il est décédé le 30 septembre 2007, victime d'une crise cardiaque survenue alors qu'il regardait un match dans sa ville natale de Modriča.